# Оруднення
Оруднення (зрудніння, зруденіння), (рос. оруденение, англ. mineralization, metallization, нім. Vererzung f) —  
- 1) Наявність значної кількості рудних мінералів у гірській породі незалежно від характеру їх розподілу.

- 2) Процес, який викликає появу рудних мінералів у породах.